# Hauchecornit
Hauchecornit ist ein sehr selten vorkommendes Mineral aus der Mineralklasse der „Sulfide und Sulfosalze“ mit der chemischen Formel  Ni9BiSbS8 und damit chemisch gesehen ein Antimon-Nickel-Bismut-Sulfid.
Hauchecornit kristallisiert im tetragonalen Kristallsystem und entwickelt bis 2 cm große, nach {001} tafelige sowie kurzprismatische, pseudowürfelige und pseudo-oaktaedrische Kristalle von lichtgelber bis blass bronzegelber Farbe. Mit der Zeit kann das Mineral an der Luft allerdings dunkel anlaufen. Auf der Strichtafel hinterlässt es einen grauschwarzen Strich. Hauchecornit ist in jeder Form undurchsichtig (opak) und zeigt auf frischen Bruchoberflächen einen lebhaften Metallglanz.

## Etymologie und Geschichte

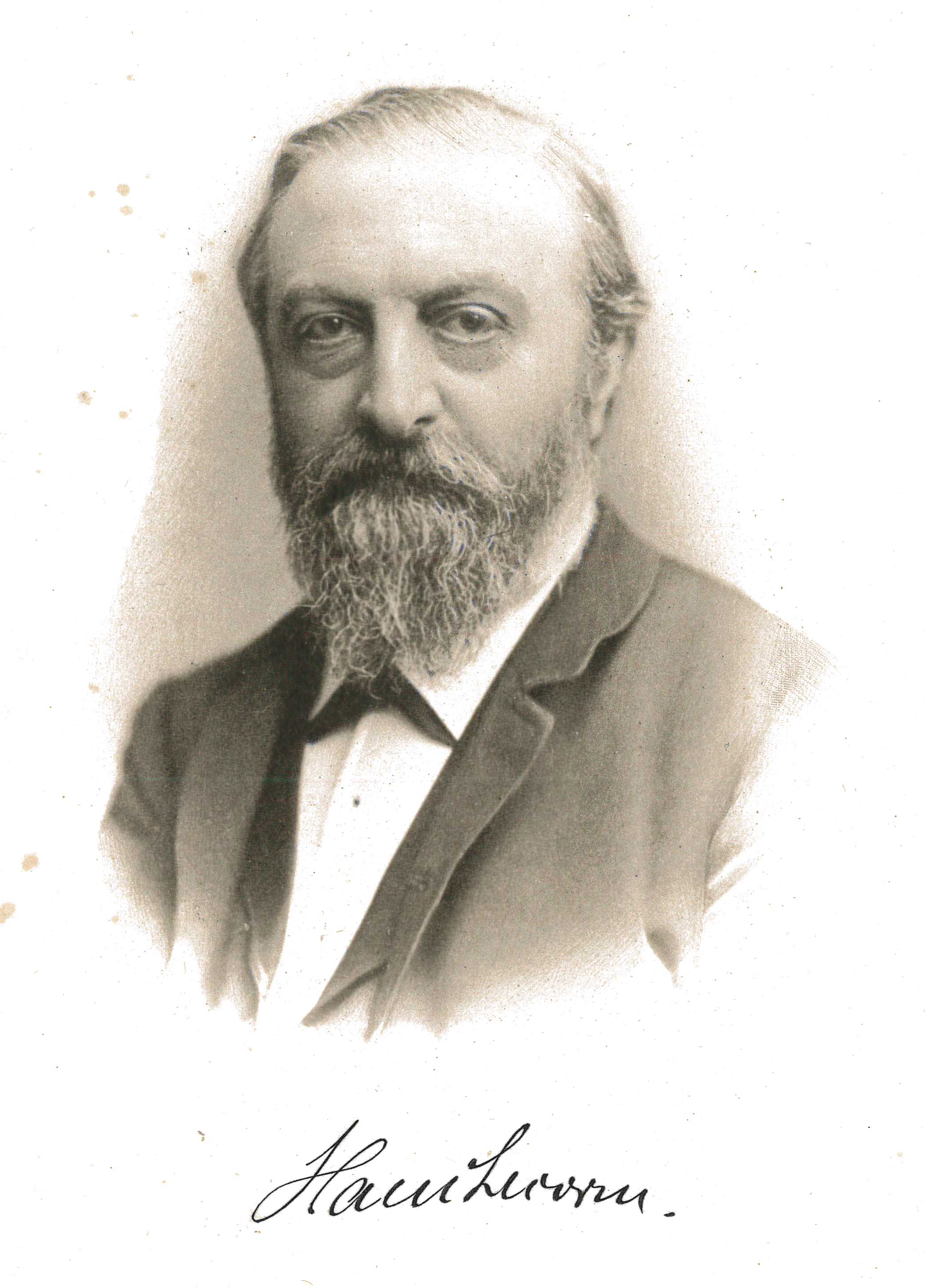
Der Hauchecornit wurde nach ihm benannt: Wilhelm Hauchecorne (1824–1900)

Im Jahre 1884 wurde auf der Grube Friedrich bei Niederhövels im Bergrevier Hamm in dem Spatheisenerzmittel eines vom Hauptgang getrennten hangenden Trums ein Erznest angetroffen, welches etwa in der Höhe der Erbstollnsohle am Hangenden des Mittels schwach ansetzte, und bei ungefähr 2½ m Länge, nach unten sich bis auf beinahe 0,75 m erweiternd, sich fast 5 m tief in den Spateisenstein hinein erstreckte. Dieser führt in seinem oberen Teil vorwiegend Millerit und Hauchecornit. Letzterer wurde hier weltweit zum ersten Male gefunden – die Grube Friedrich stellt also den Erstfundort des Hauchecornits dar. Der preußische Regierungsgeologe Robert Scheibe hatte dieses Mineral zwar schon im August 1888 auf der Allgemeinen Versammlung der Deutschen Geologischen Gesellschaft in Halle a./S. vorgestellt, eine umfassende Beschreibung als neues Mineral konnte aufgrund von Schwierigkeiten bei der chemischen Analyse aber erst 1893 erfolgen. Scheibe benannte das Mineral nach dem Geologen Heinrich Lambert Wilhelm Hauchecorne (1828–1900), Geheimer Oberbergrath und Direktor der Königlichen Geologischen Landesanstalt und Bergakademie in Berlin. Hauchecorne war u. a. für die Koordinierung der geologischen Landesaufnahme in allen preußischen Provinzen und die Erstellung der Geologischen Karten verantwortlich. Die von ihm gewählte Farb- und Darstellungsweise wurde auch über die Grenzen des Deutschen Reichs hinaus Vorbild für die Kartengestaltung.
Obwohl die Arbeit von Robert Scheibe eine vorbildliche, detaillierte Beschreibung des Hauchecornits darstellte, mit vollständiger Charakterisierung der goniometrischen, physikalischen und chemischen Informationen sowie einer sorgfältigen Untersuchung von Vergesellschaftung und Paragenese, rutschte der Hauchecornit immer weiter in die Gruppe der fraglichen Minerale und galt schon bald, bis zum Jahre 1950, als Mixtur mehrerer unterschiedlicher Minerale. Noch 1944 lautet eine Passage in der 7. Auflage von „Dana’s System System of Mineralogy“: „The original elaborate description needs revision.“ Erst nach der erneuten intensiven Untersuchung durch Martin Peacock, der die chemische Zusammensetzung berichtigte und die kristallographischen Angaben verbesserte, bestätigte sich die Eigenständigkeit von Hauchecornit als Mineral. Im Jahre 1980 erfolgte eine Redefinition des Hauchecornits als Ni9BiSbS8 und die Etablierung einer nach diesem Sulfosalz benannten Gruppe von Mineralen.
Das Typmaterial des Minerals wird an der Harvard University, Cambridge, Massachusetts, USA, unter der Katalog-Nummer 89710 aufbewahrt. Er wird mit der Nummer IMA 1975-006a und der ebenfalls von der IMA/CNMNC anerkannten Kurzbezeichnung (auch Mineral-Symbol) „Hau“ geführt.

## Klassifikation
In der veralteten 8. Auflage der Mineralsystematik nach Strunz gehörte der Hauchecornit zur Mineralklasse der „Sulfide und Sulfosalze“ und dort zur Abteilung der „Sulfide etc. mit M : S > 1 : 1“, wo er im Anhang der „Pentlandit-Reihe“ mit der Systemnummer II/A.07 und den Hauptmitgliedern Cobaltpentlandit , Djerfisherit und Pentlandit eingeordnet wurde.
Im zuletzt 2018 überarbeiteten „Lapis-Mineralienverzeichnis“, das sich im Aufbau noch nach dieser alten Form der Systematik von Karl Hugo Strunz richtet, erhielt das Mineral die System- und Mineral-Nr. II/B.15-020. In der „Lapis-Systematik“ entspricht dies der Klasse der „Sulfide und Sulfosalze“ und dort der Abteilung „Sulfide, Selenide und Telluride mit dem Stoffmengenverhältnis Metall : S,Se,Te > 1 : 1“, wo Hauchecornit zusammen mit Arsenohauchecornit, Bismutohauchecornit, Tellurohauchecornit und Tučekit die „Hauchecornitgruppe“ mit der Systemnummer II/B.15 bildet.
Die von der International Mineralogical Association (IMA) zuletzt 2009 aktualisierte 9. Auflage der Strunz’schen Mineralsystematik ordnet den Hauchecornit ebenfalls in die Abteilung der „Metallsulfide, M : S > 1 : 1 (hauptsächlich 2 : 1)“ ein. Diese ist weiter unterteilt nach den in der Verbindung vorherrschenden Metallen, so dass das Mineral entsprechend seiner Zusammensetzung in der Unterabteilung „mit Nickel (Ni)“ zu finden ist, wo es zusammen mit Arsenohauchecornit, Bismutohauchecornit, Tellurohauchecornit und Tučekit die „Hauchecornitgruppe“ mit der Systemnummer 2.BB.10 bildet.
Auch die vorwiegend im englischen Sprachraum gebräuchliche Systematik der Minerale nach Dana ordnet den Hauchecornit in die Klasse der „Sulfide und Sulfosalze“ und dort in die Abteilung der „Sulfosalze“ ein. Hier ist er zusammen mit Bismutohauchecornit, Tellurohauchecornit, Arsenohauchecornit und Tučekit in der „Hauchecornitgruppe, komplexe Nickelsulfide (Tetragonal: P4/nnn oder I4/mmm)“ mit der Systemnummer 03.02.05 innerhalb der Unterabteilung „Sulfosalze mit dem Verhältnis z/y = 4 und der Zusammensetzung (A+)i (A2+)j [ByCz], A = Metalle, B = Halbmetalle, C = Nichtmetalle“ zu finden.

## Kristallstruktur
Hauchecornit kristallisiert im tetragonalen Kristallsystem in der Raumgruppe P4/mmm (Raumgruppen-Nr. 123) mit den Gitterparametern a = 7,300 Å und c = 5,402 Å und β = 117,1° sowie einer Formeleinheit pro Elementarzelle.
In der Kristallstruktur des Hauchecornits sind quadratische NiS4-Planes (Ebenen) über gemeinsame Ecken und Kanten so verbunden, dass ein dreidimensionales Netzwerk entsteht, welches durch Bindungen zu Sechser-koordinierten Bi[6]- und Achter-koordinierten Sb[8]-Atomen verstärkt wird. Die Struktur enthält 19 Atome auf 6 nicht-äquivalenten Typen von Positionen: ein Ni(1)[6]-Atom, acht Ni(2)[5]-Atome, ein Bi[6]-Atom, ein M[8]-Atom, vier S(1)[5]- und vier S(2)[5]-Atome. Sie lässt sich auch so beschreiben, dass doppelte Ni(2)-S-Bänder durch Bi-Ni(1)-Ketten parallel [001] verbunden sind. Die M-Positionen (0,75Sb+0,3Bi) befinden sich auf den Schnittpunkten der vier Doppelbänder. Bi und Ni(1) sind oktaedrisch koordiniert. Ni(2) befindet sich in einer verzerrten quadratisch-planaren Koordination mit 4S. Die M-Position ist von acht Ni(2)-Atomen umgeben. Die engsten Ni-Ni-Distanzen in den Doppelbändern legen eine orbitale Interaktion nahe.

## Hauchecornit-Gruppe
Im Jahre 1972 wurden drei Varietäten des Hauchecornits beschrieben, eine antimondominante von der Grube Friedrich bei Wissen sowie eine arsendominante Varietät aus der Vermilion Mine und eine tellurdominante Varietät aus der Strathcona Mine, beide im Gebiet der Nickellagerstätte Sudbury, Ontario, Kanada. Die arsen- und tellurdominanten „Varietäten“ sind wenig später in Arsenohauchecornit und Tellurohauchecornit umbenannt worden und gelten seitdem als neue Minerale. Im Jahre 1980 wurde die Hauchecornitgruppe mit einer allgemeinen Formel (Ni,Co,Fe)9Bi MS8 etabliert, wobei Bi und M für As, Sb, Bi und Te auf zwei nichtäquivalenten strukturellen Positionen stehen.
Die Klassifizierung der Vertreter der Hauchecornitgruppe beruht auf der Dominanz der Elemente auf der Bi- und M-Position, wobei angenommen wird, dass Nickel dominant auf den Ni(1)- und Ni(2)-Positionen und Schwefel dominant auf den S(1)- und S(2)-Positionen ist. Im Hauchecornit sensu stricto ist Ni dominant auf der Ni(1)- und Ni(2)-Position, Bi dominant auf der Bi-Position, Sb dominant auf der M-Position und S dominant auf der S(1)- und S(2)-Position.
Tučekit, Ni9Sb2S8, ist das antimondominante Analogon des Hauchecornits. Bismutohauchecornit, Ni9Bi2S8, ist das Bismut-dominante Analogon des Hauchecornits.

## Eigenschaften

### Morphologie

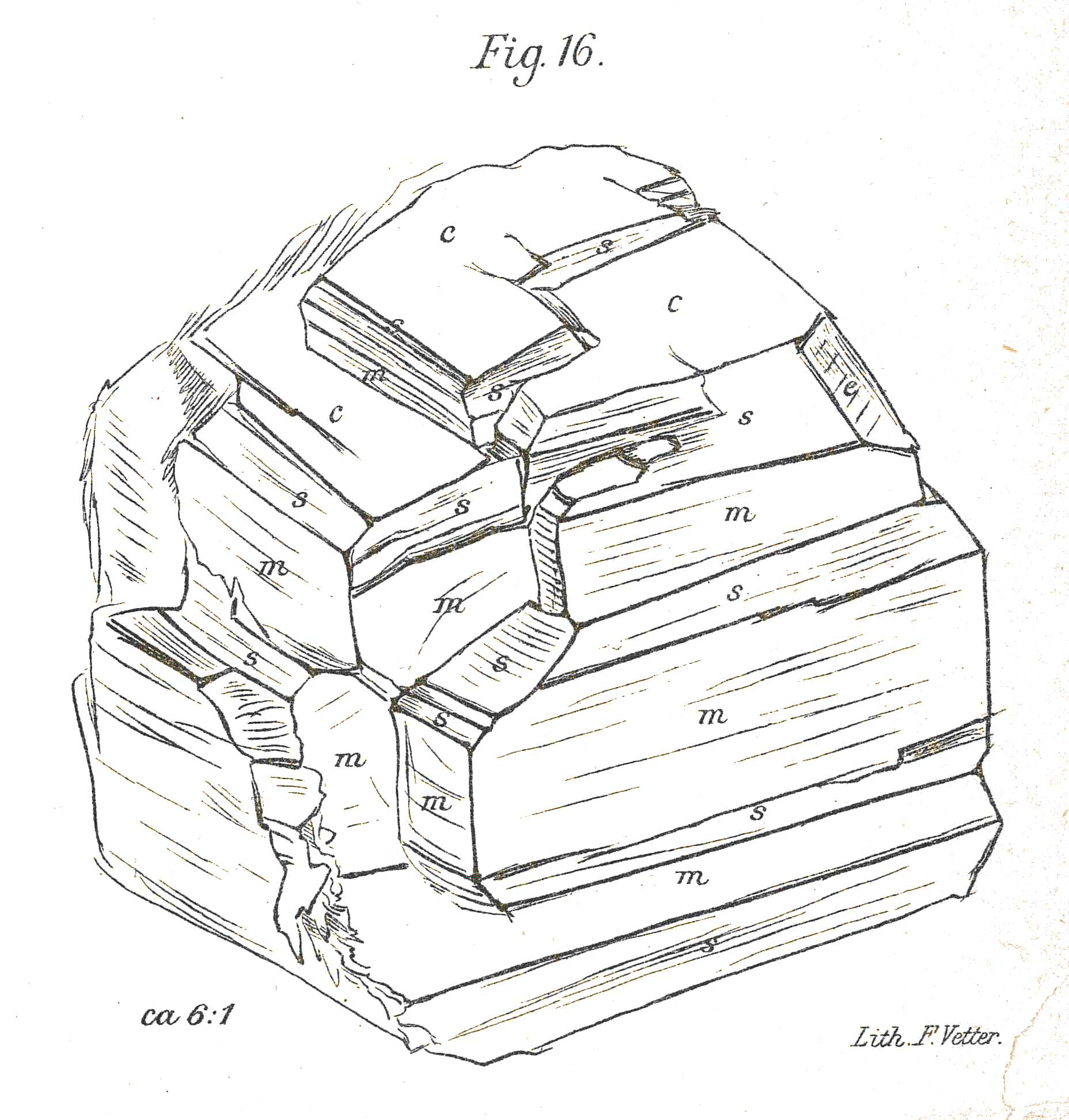
Größerer Hauchecornit-Kristall von der Typlokalität Grube Friedrich bei Wissen, aufgebaut aus nicht vollständig parallelen kleineren Individuen

Tracht und Habitus von Hauchecornit-Kristallen (gleiche Farben bedeuten gleiche Flächenformen)
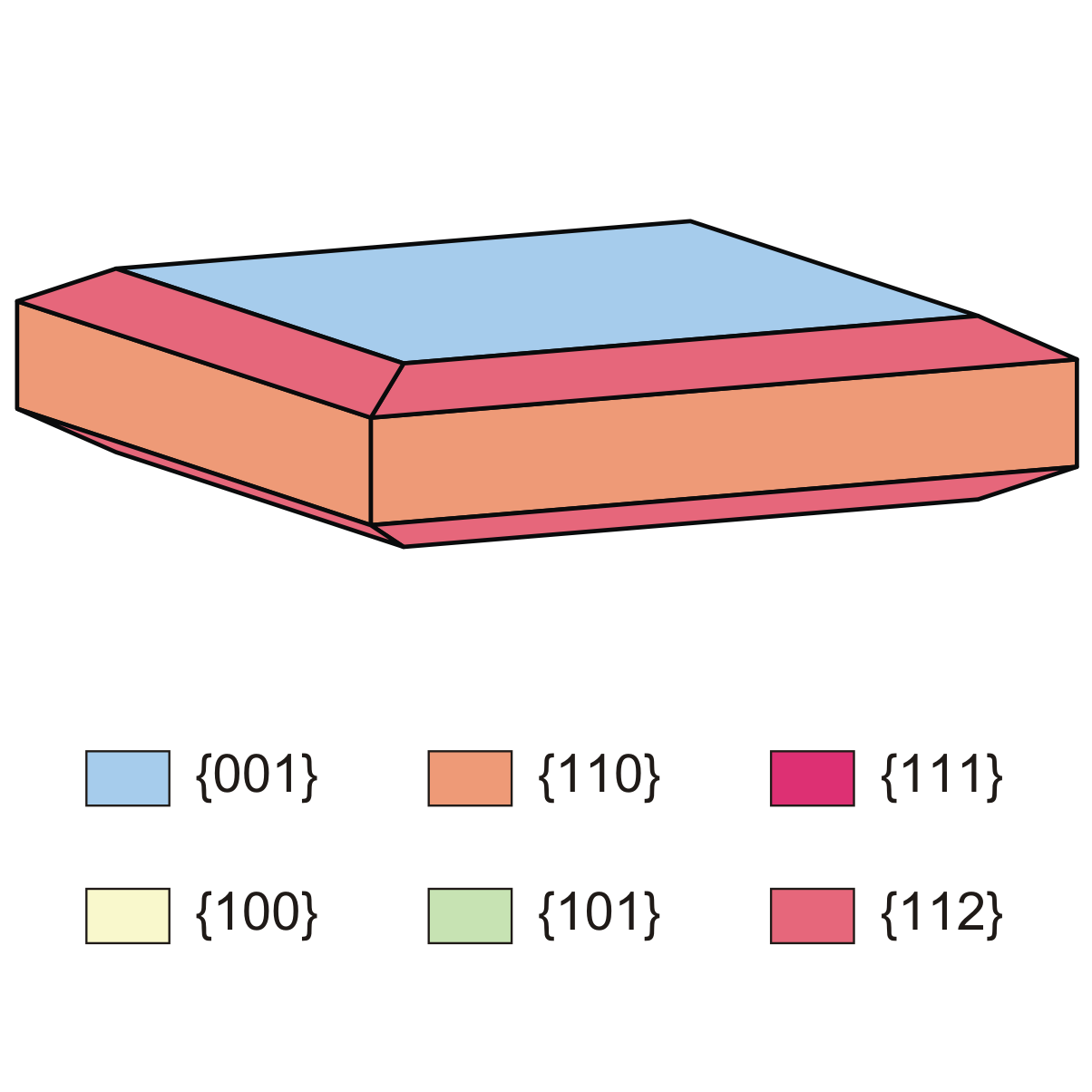
Dünntafelig
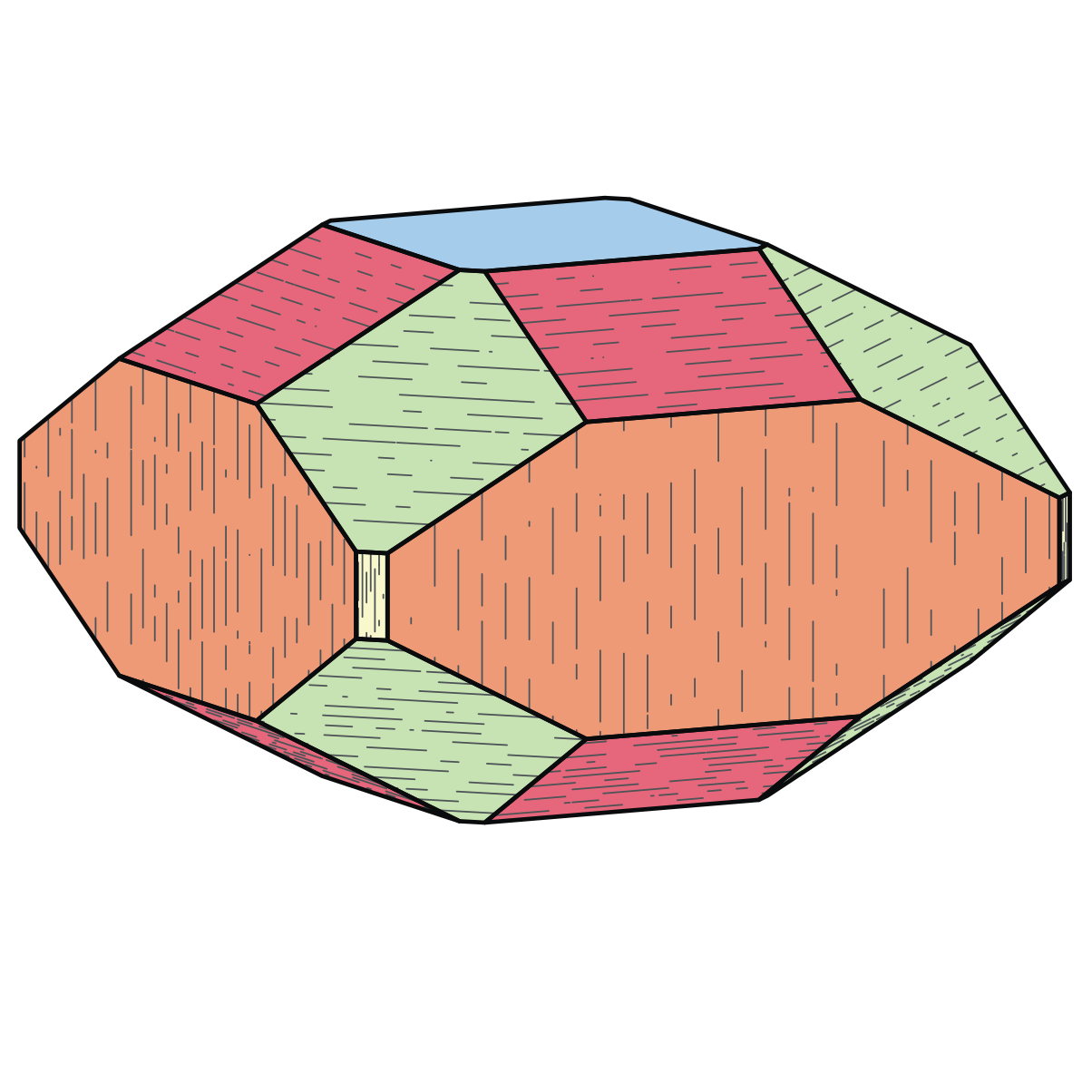
Dicktafelig
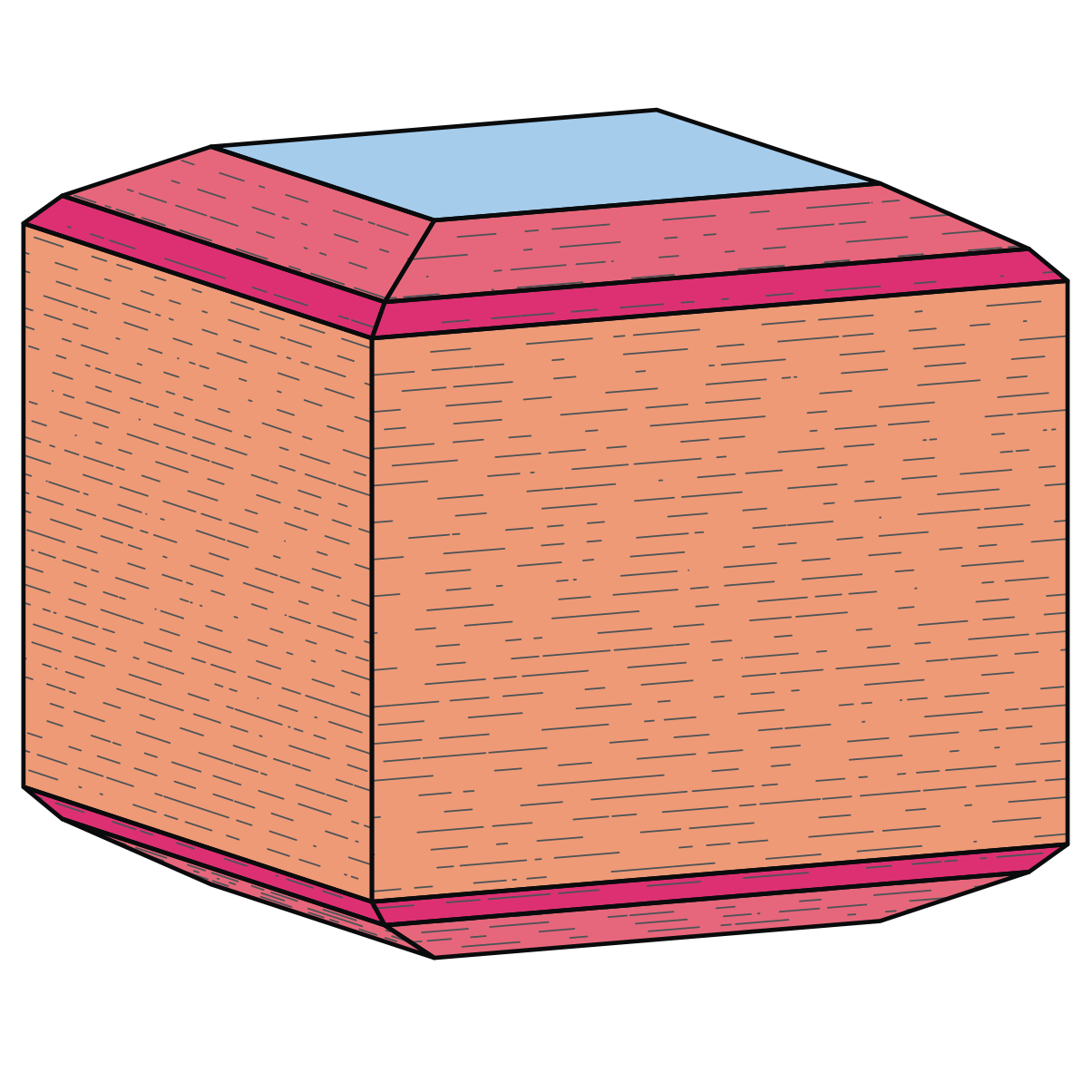
Pseudowürfelig
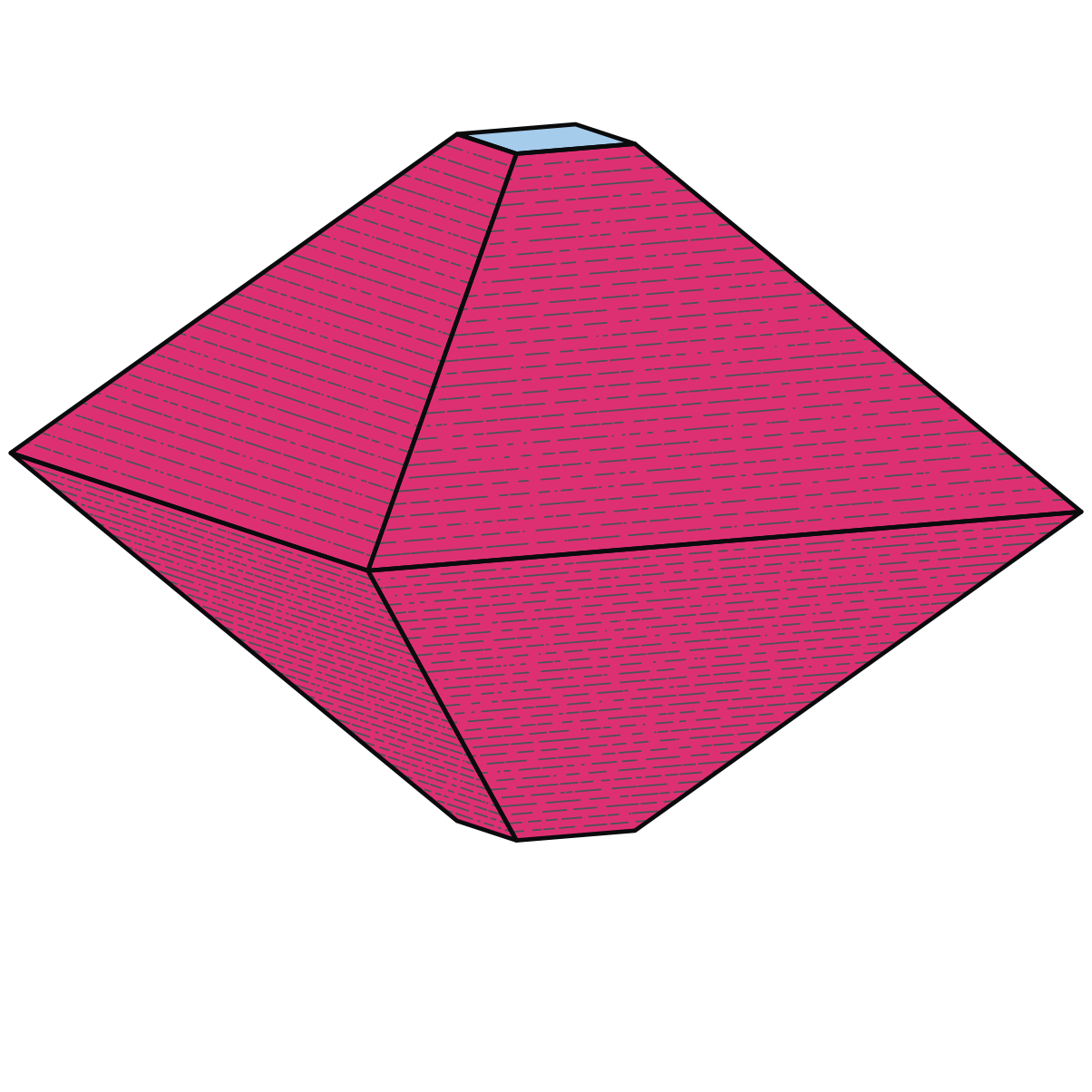
Pseudooktaedrisch
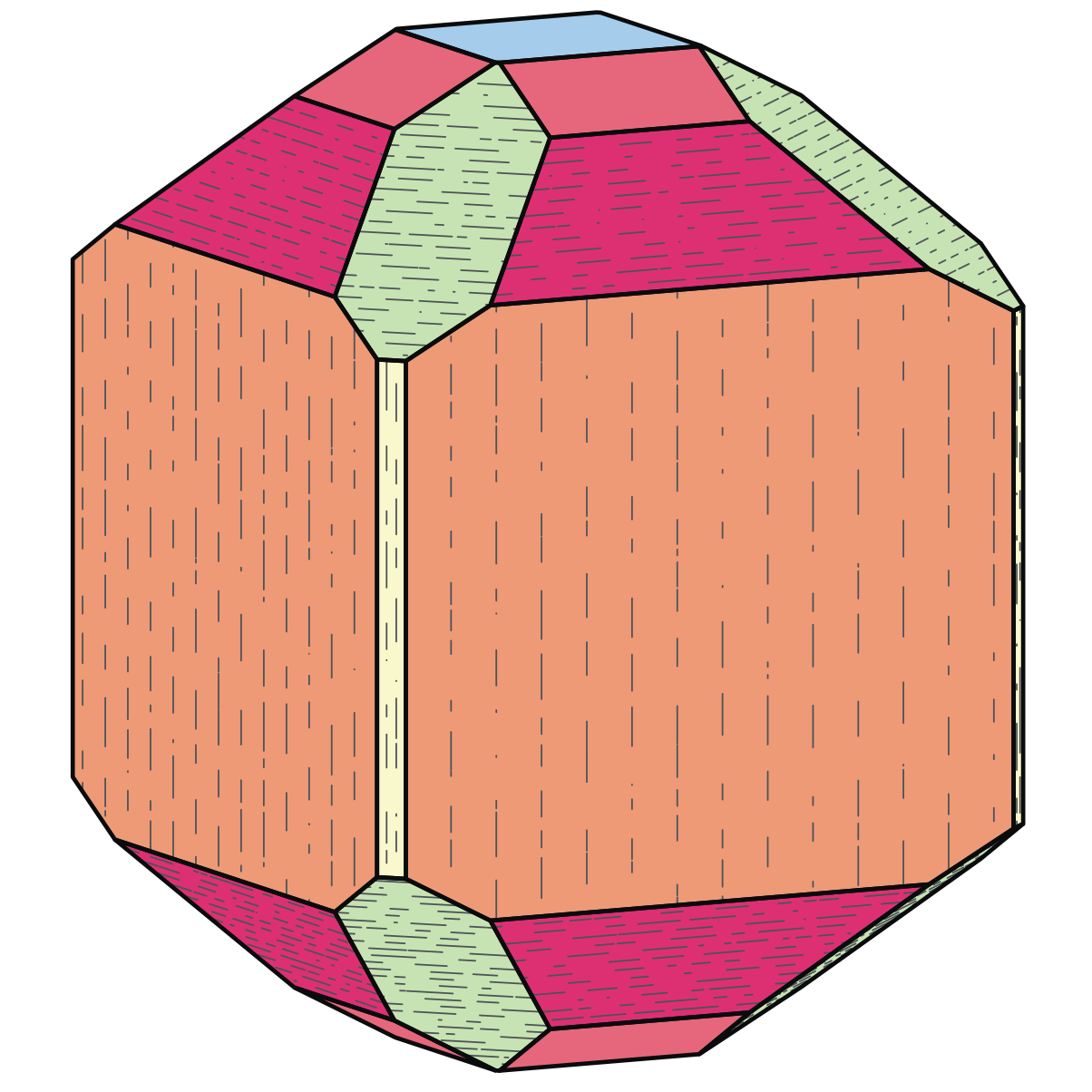
Kurzprismatisch

Die Kristalle des Hauchecornits erreichen an der Typlokalität Maximalgrößen von 10 mm × 10 mm × 6 mm, sind aber meist wesentlich kleiner. Für tafelige, in Chalkopyrit eingewachsene Kristalle aus der Vermilion Mine werden Maximalabmessungen von 2 mm × 20 mm angegeben.
Bereits in der Typpublikation wurde festgestellt, dass größere Kristalle meist deutlich weniger vollkommen ausgebildet sind als kleine. Man kann meist gut erkennen, dass solche größeren Individuen aus nicht vollständig parallelen kleineren Kriställchen aufgebaut sind und dass dadurch oft eine Krümmung der Flächen, besonders von Prisma und Basispinakoid, und, bei ungleicher Höhe der Subindividuen, eine Parkettierung des Basispinakoids entsteht. Die nebenstehende Abbildung aus der Originalarbeit von R. Scheibe verdeutlicht dies.
Hauchecornitkristalle aus der Grube Friedrich können aufgrund ihrer Ausbildung hinsichtlich Kristalltracht und Kristallhabitus in vier verschiedene Typen unterteilt werden können, nämlich pseudooktaedrische, kurzprismatische, würfelige und nach {001} dick- oder dünntafelige Kristalle – was auch gut in den nebenstehenden Kristallzeichnungen zu erkennen ist. In der Originalpublikation des Hauchecornits hat R. Scheibe diese verschiedenen Typen detailliert vorgestellt und auch darauf verwiesen, dass neben den fünf „reinen“ Formen auch Mischformen zwischen den genannten Habitusvarietäten vorkommen.
- Der tafelige Habitus ist der an den Kristallen der Typlokalität am häufigsten zu beobachtende. Dünntafelige Kristalle sind flächenarm und zeigen als tragende Kristallform das Basispinakiod {001}, wozu das Prisma {110} und die Dipyramide {112} treten. Bei flächenreicheren Kristallen lassen sich zusätzlich noch die beiden Dipyramiden {101} und {112} identifizieren.
- Bei dicktafeligen Kristallen sind {110}, {001} und {112} die dominierenden Flächenformen; sie stehen auch mehr oder weniger im Gleichgewicht. Bei deutlich flächenreicheren Kristallen können noch das Prisma {100} sowie {101} und {111} dazutreten.
- Kurzprismatische Kristalle sind relativ selten. Sie sind nach der c-Achse [001] gestreckt und dadurch pseudowürfelig. Tragende Form ist das Prisma {110}, dazu kommen Basispinakoid {001} und Pyramide {111}. Nur untergeordnet ausgebildet sind {100}, {101} und {112}.
- Pseudowürfelige Kristalle zeigen im einfachsten Fall Kombinationen aus den im Gleichgewicht befindlichen Flächenformen {110} und {001}. Die Kristalle ähneln einfachen Würfeln. Meist findet sich in der Kristalltracht aber noch {112} allein oder zusammen mit {111}. Seltener wurden an den pseudowürfeligen Kristallen auch {101} und {100} beobachtet.
- Am seltensten sind pseudooktaedrische Kristalle mit der dominierenden Dipyramide {111} als tragender Form. Die Tracht wird durch die Flächen des Basispinakoids {001} vervollständigt.

Kristalle aus der Grube „Friedrich“ sind ferner durch eine charakteristische Streifung auf den Kristallflächen gekennzeichnet. Durch die verschiedene Richtung der Streifung auf dem Prisma {110} lassen sich zwei verschiedene Typen unterscheiden.

Streifung auf Hauchecornit-Kristallen (gleiche Farben bedeuten gleiche Flächenformen)
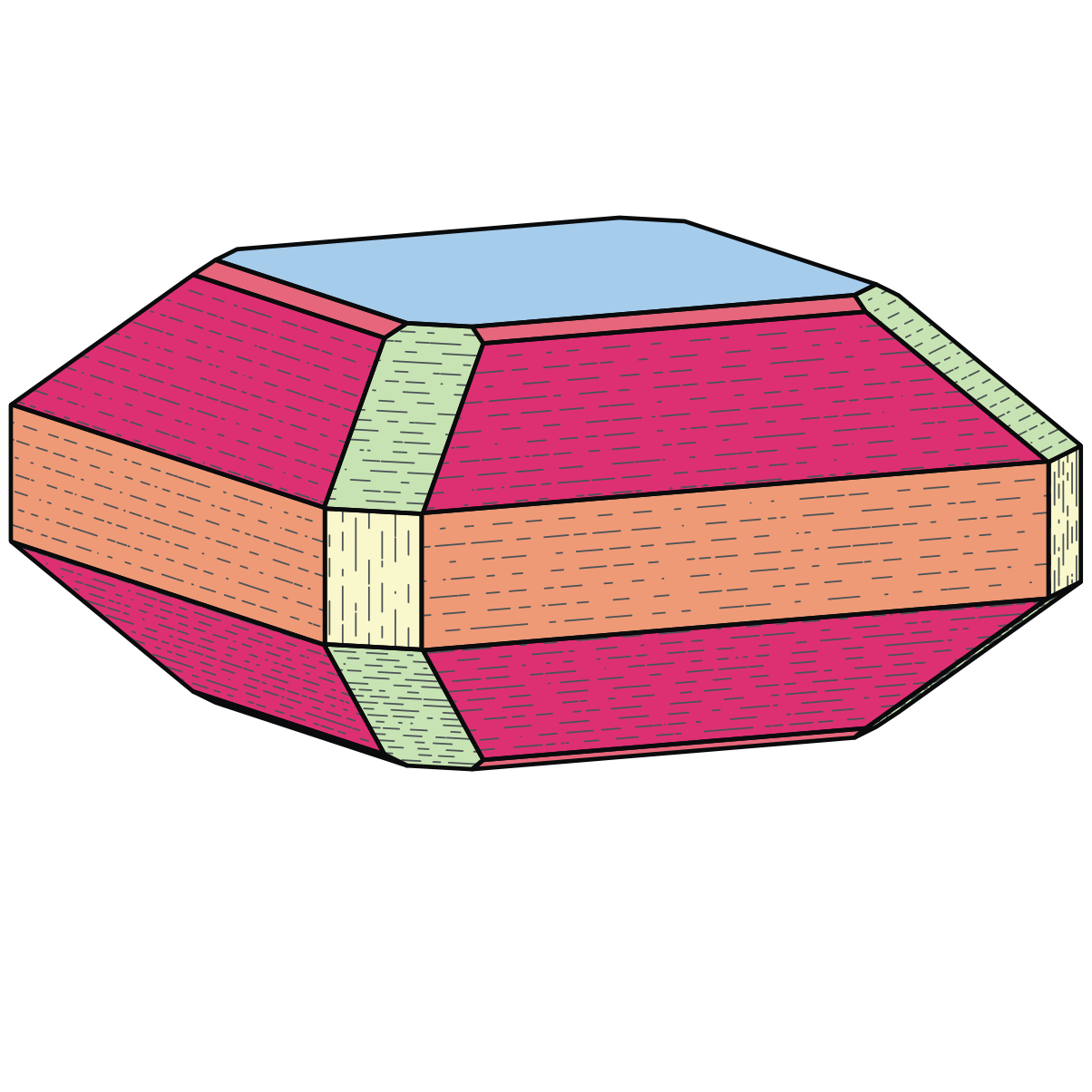
Typ I mit waagerechter Streifung auf {110}
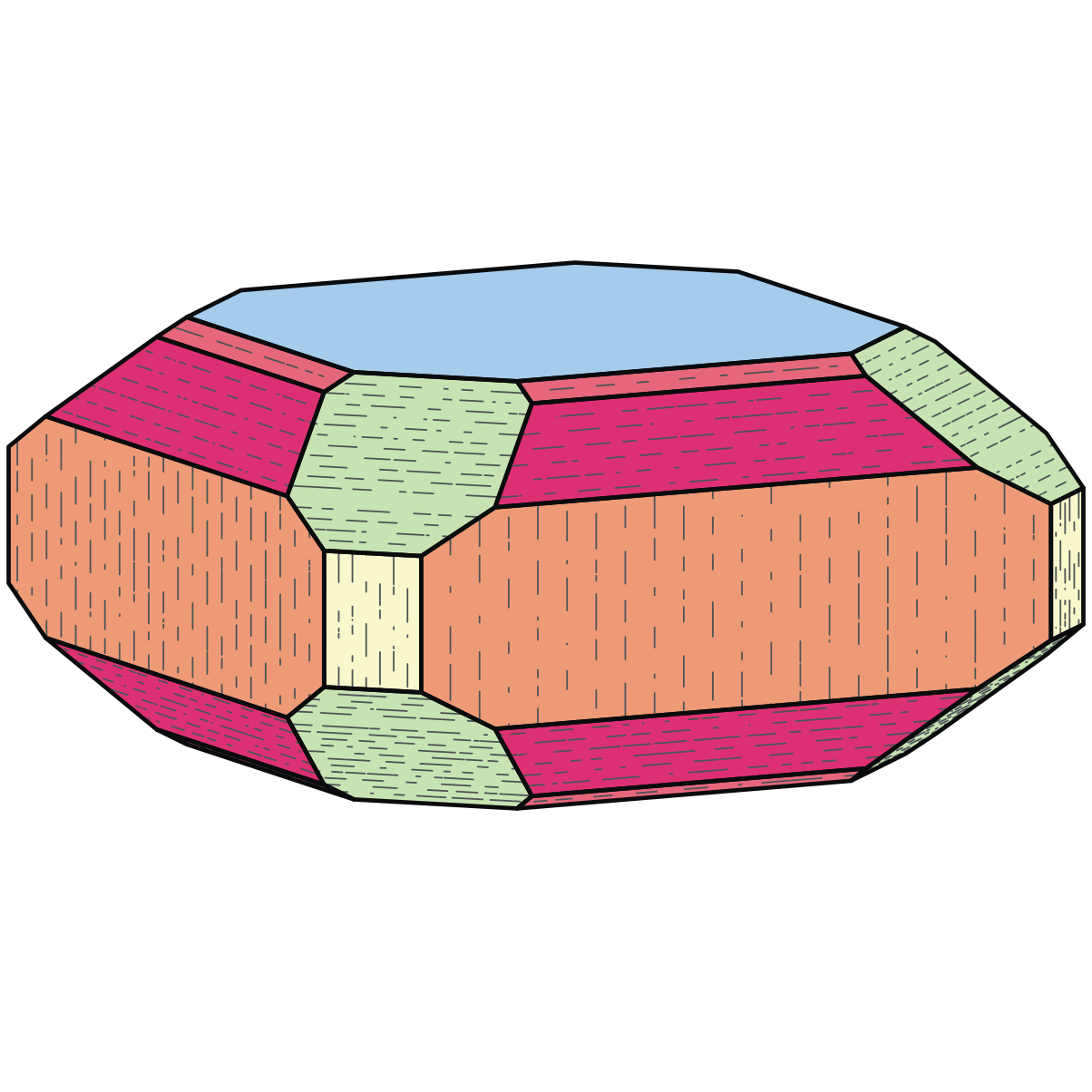
Typ II mit senkrechter Streifung auf {110}

Bei Kristallen des ersten Typs verläuft diese Streifung waagerecht (parallel [010]). Sie ist meist kräftig und entsteht durch alternierende Kombination von {110} und {112}, oder von {110} und {111}, oder auch von sehr steilen, zu {110} vizinalen Oktaedern I. Stellung. Bei Kristallen des zweiten Typs verläuft die Streifung auf {110} senkrecht (parallel [001]). Sie ist gewöhnlich sehr zart, so dass nicht erkannt werden kann, welche Fläche dieselbe in Kombination mit {110} erzeugt. Die auf den übrigen Flächen vorkommende Streifung stimmt bei beiden Typen überein. Die Flächen von {100} sind fein senkrecht gestreift. Auf den Flächen der Dipyramiden (111) und {112} verläuft die Streifung parallel zur Kombinationskante mit dem Prisma (110). Die Flächen der Dipyramide {101} sind horizontal gestreift. Die Streifung, welche nicht auf allen Flächen gleich kräftig ist, kann auf einzelnen Flächen gelegentlich auch ganz fehlen. Auf den Prismen {110} und {100} ist sie mitunter so zart, dass diese Flächenformen für das bloße Auge glatt erscheinen.

### Physikalische Eigenschaften
Die Kristalle des Hauchecornits sind lichtgelb bis blass bronzegelb gefärbt, laufen aber relativ schnell dunkel an. Die Strichfarbe des Minerals wird als grauschwarz beschrieben. Die opaken Kristalle weisen auf frischen Bruchflächen einen lebhaften metallartigen Glanz auf. Das Mineral zeigt keine erkennbare Spaltbarkeit, bricht aber ähnlich wie Quarz, wobei die Bruchflächen flachmuschelig ausgebildet sind. Mit einer Mohshärte von 5 gehört Hauchecornit zu den mittelharten Mineralen, die sich ähnlich wie das Referenzmineral Apatit mit dem Taschenmesser gerade noch ritzen lassen. Die gemessene Dichte liegt je nach Autor zwischen 6,35 und 6,47 g/cm³; die berechnete Dichte liegt bei 6,58 g/cm³.
Im reflektierten Licht (Anschliff) ist Hauchecornit licht bronzegelb (in Luft, in Öl deutlich herabgesetzt). Gegen Millerit zeigt sich ein entschiedener Stich nach braunrosa bei etwas geringerem Reflexionsvermögen als Millerit. In Öl ähnlich, aber mit leicht olivfarbigen Stich.
Das Reflexionsvermögen ist mit 47,7 bis 50,6 % hoch. Der Reflexionspleochroismus ist in Luft schwach und kaum sichtbar, in Öl viel höher. Die Anisotropieeffekte sind bei gekreuzten Polaren in Luft und Öl deutlich, die Farben aber nicht auffallend.

### Chemische Eigenschaften
Das Mineral wird von luftfreier Salzsäure unter Entwicklung von Schwefelwasserstoff H2S angegriffen. Es löst sich unter Abscheidung von Schwefel in Salpetersäure (HNO3), ferner leicht in Königswasser (aqua regia). Die Lösung sieht grün aus und gibt beim Verdünnen mit viel Wasser die bekannte Trübung durch Ausscheidung basischer Bismutverbindungen. Vor dem Lötrohr auf Kohle schmilzt der Hauchecornit leicht zu einer licht bronzegelben, magnetischen Kugel und gibt einen dunkelgelben, beim Erkalten heller werdenden Beschlag. Mit Soda auf Kohle geschmolzen gibt er Hepar und ein sprödes magnetisches Metallkorn. Die Boraxperle färbt er im Oxidationsfeuer violett. Beim Erkalten wird dieselbe rotbraun. In der Reduktionsflamme wird die Perle trübe.

## Bildung und Fundorte
Hauchecornit bildet sich durch hydrothermale Vorgänge in nickel- und antimonhaltigen Erzgängen bei der Zersetzung der primären Nickelerze Ullmannit und Gersdorffit. An der Typlokalität kommt er in Paragenese vor allem mit Millerit, aber auch bismuth-arsenhaltigem Ullmannit (Kallilith), antimonhaltigem Gersdorffit, Siegenit, Bismuthinit, gediegen Gold, Galenit und Sphalerit sowie den Gangarten Quarz und Siderit und den Zersetzungsprodukten „Nickelvitriol“, „Wismuthocker“, Erythrin und Goethit vor. In den kanadischen Lagerstätten ist als Begleitmineral vor allem Chalkopyrit zu erwähnen, daneben besteht das Hauchecornit führende Erz aus Millerit, Pyrrhotin, Gersdorffit, Pyrit, Gold, Nickelin, Galenit, gediegen Kupfer, Sperrylith, Michenerit und Froodit.
Als sehr seltene Mineralbildung ist Hauchecornit nur von wenigen Lokalitäten beschrieben worden. Bisher (Stand 2016) sind ca. 30 Fundorte bekannt. Als Typlokalität gilt die Grube „Friedrich“ im Wissener Ortsteil Schönstein im Siegerland, Rheinland-Pfalz.
Weitere Fundorte im Siegerland sind die Grube „Neue Eintracht“ bei Freusburg und die Grube „Grüneau“ bei Schutzbach, beide unweit Betzdorf, Rheinland-Pfalz, sowie die „Grube Brüderbund“ im Kohlenbachtal bei Eiserfeld, die Grube „Eisernhardter Tiefbau“ bei Eisern, die Grube Stahlberg im Hilchenbacher Ortsteil Müsen, die Grube „Stahlseifen“ bei Salchendorf unweit Neunkirchen, die Grube „Jakobskrone“ im Siegener Ortsteil Achenbach und die Grube „Silberquelle“ bei Obersdorf bei Wilnsdorf unweit Siegen, alle in Nordrhein-Westfalen. Schließlich auch aus dem Lagerstättenrevier Niederschlema-Alberoda in Sachsen.
Fundorte in Europa sind „Gödölye-bérc“, Fertőrákos in den Balfi-Bergen, Komitat Győr-Moson-Sopron, Ungarn; die Blei-Zink-Silber-Lagerstätten der „Miniera Nieddoris“ und der „Miniera Montevecchio“, beide bei Arbus, Provinz Sud Sardegna, Sardinien, Italien; die Kupfer-Nickel-Lagerstätte „Montschegorsk“ in der Monche-Tundra, Halbinsel Kola, Oblast Murmansk, Föderationskreis Nordwestrussland, Russland; die Kupfer-Silber-Gold-Lagerstätte „Rudňany“ (ehemals Kotterbach), Okres Spišská Nová Ves, Košický kraj, Slowakei; sowie das Kupfer-Cobalt-Erzfeld „Tunaberg“ in der Nähe des gleichnamigen Ortes, Nyköping, Södermanlands län, Schweden. Fundorte für Hauchecornit in Österreich und der Schweiz sind unbekannt.
Aus der Lagerstätte „Xingshutai“, Stadtbezirk Yanqing der regierungsunmittelbaren Stadt Peking in Nordchina; der Ag-Pb-Lagerstätte der „Central Balstrup Mine“ im Erzfeld Zeehan, Local Government Area West Coast Municipality, Tasmanien, Australien; sowie der „Joculluni Mine“ und der
„Marimarini Mine“, beide im Distrikt Berenguela, Provinz Pacajes, Departamento La Paz, beide in Bolivien.
Schließlich aus einer Reihe von Lagerstätten und Fundstellen in Kanada wie dem „Easter Island Dike“ am Großen Sklavensee, Nordwest-Territorien; sowie der
„Vermilion Mine“, Denison Township; der „McCreedy East Mine“, der „McCreedy West Mine“ (Levack West Mine), Levack Township und der „Strathcona Mine“, alle Levack Township; der „Maclennan Mine“ und der „Victor Deep Mine“, beide MacLennan Township; und dem „Norman Property“, Norman Township, alle im Sudbury District, alle in Ontario.

## Verwendung
Stufen mit Hauchecornitkristallen stellen aufgrund von deren Seltenheit in erster Linie für Sammler begehrte Bildungen dar.